# Stoicănești
Stoicănești is een Roemeense gemeente in het district Olt.
Stoicănești telt 2858 inwoners.